# Zhang Zai
Zhang Zai (en chino tradicional, 張載; en chino simplificado, 张载; pinyin, Zhāng Zài; Wade-Giles, Chang Tsai; 1020 – 1077) fue un filósofo, ensayista, político, escritor, cosmólogo y un famoso funcionario letrado Neoconfuciano de la dinastía Song. Es más conocido por establecer cuatro objetivos ontológicos para los intelectuales: construir las manifestaciones del espíritu del Cielo y la Tierra, construir una buena vida para la población, desarrollar la erudición en peligro de extinción de los sabios del pasado y abrirse a la paz eterna.

## Biografía
Zhang Zai nació en el 1020 en Hengqu, provincia de Shaanxi. En su infancia mostró interés por los asuntos militares, pero comenzó a estudiar los textos confucianos. Como muchos filósofos de la dinastía Song, Zhang se sintió inicialmente frustrado con el pensamiento confuciano y estudió el budismo junto con el taoísmo durante varios años. Pero decidió que el Camino no se podía encontrar en el budismo o el taoísmo y recurrió nuevamente a los textos confucianos. Su exploración del pensamiento religioso diverso tuvo un gran impacto en sus propios ideales. En el año 1056, Zhang dio una conferencia sobre el I Ching, que sería conocida como una de sus obras más memorables. Se sospecha que por esta época Zhang había conocido por primera vez a los hermanos Cheng, Cheng Yi y Cheng Hao. Después de aprobar el nivel más alto de los exámenes de la función pública, ocupó varios puestos gubernamentales menores.
En 1069, Zhang fue sugerido al emperador y se le dio un lugar en el gobierno de la capital, pero no mucho después tuvo un desacuerdo con el primer ministro y se retiró a su casa en Hengqu, donde pasó su tiempo estudiando y enseñando. Este fue probablemente el período más productivo de su vida para desarrollar y difundir sus propios puntos de vista filosóficos. En 1076 terminó su obra más significativa, Corrección de la ignorancia, y la presentó a sus discípulos. Más tarde, en 1076, fue convocado de regreso a la capital y restaurado a una posición de alto rango. Sin embargo, en el invierno enfermó y se vio obligado a renunciar nuevamente. Nunca llegó a su ciudad natal de Hengqu, muriendo en el camino en 1077. Zhang fue consagrado en el templo confuciano en 1241 por su trabajo. Muchos de los escritos de Zhang se han perdido. Zhu Xi recopiló selecciones de los escritos de Zhang en su antología de Estudio del Camino Song conocida como Reflexiones sobre las cosas a la mano. Sus obras más importantes que se conservan son probablemente su comentario sobre los cambios y la corrección de la ignorancia.
Después de la muerte de Zhang Zai, la mayoría de sus alumnos se involucraron en la escuela de los hermanos Cheng. Su pensamiento se hizo conocido en su mayor parte gracias a los esfuerzos de los hermanos Cheng y Zhu Xi. Zhu Xi honró a Zhang como uno de los fundadores del Estudio del Camino.

## Pensamiento

### Armonía suprema
Zhang Zai es probablemente el filósofo que más insiste en el concepto del he (和) que puede traducirse como armonía. Lo coloca en el centro de sus especulaciones cosmológicas, ontológicas, éticas y sociales. En el Zhengmeng 正蒙 introduce inmediatamente la idea de “Taihe pian” 太和篇 (armonía suprema). La armonía se considera como el ideal más alto, el estado de transformaciones universales que, para el hombre, regla y permite la prosperidad en y del mundo. La armonía suprema la denomina Dao.

### Zhengmeng
Zhengmeng "La corrección de la ignorancia"  es el libro que representa la culminación del viaje intelectual de Zhang Zai finalizado un año antes de su muerte y realizado después de haber vivido siete años como ermitaño. Dicha obra apareció originalmente como una colección de notas, que posteriormente fue organizada en diecisiete capítulos por uno de sus discípulos, Su Bing. El tratado mezcla especulaciones de diversos tipos, que van desde la cosmología a la epistemología y la ontología, pero sin una división marcada. En pocas palabras, la obra refleja perfectamente la visión holística de Zhang. 
A lo largo de la historia, han sido varios los comentaristas del Zhengmeng: Los primeros comentarios fueron redactados por Zhuxi, y Liuji en la dinastía Song. En la dinastía Ming, la obra fue comentada por Gao Xuelong y Wang Fuzhi y durante la dinastía Qing, por Li Guangdi, Ran Jinzu, Wangzhi y Zhang Boxing. Sin embargo, de entre todos estos comentarios, el de Wang Fuzhi parece ser el más exacto y preciso, el que captura la idea de Zhang de una forma más ortodoxa.

### Crítica al budismo y taoísmo
El aparato metafísico presentado por el filósofo exhibe como fin principal el rechazo de la visión budista y taoísta del mundo (doctrinas por él denominadas «absurdas») y, para lograrlo, utiliza algunos de los temas fundamentales de la metafísica budista y taoísta, los reinterpreta completamente y los justifica mediante el sistema ético confuciano. Entre las críticas centrales está el de shuniata. Zhang Zai crítica la idea de shuniata basado en la limitación y la ilusión del mundo real, y propone un vacío productivo ligado al qì, principio generativo ilimitado inherente al proceso universal que liga a la armonía suprema. Esta idea constituye el carácter fundamental de todo su sistema metafísico, desde la cosmología hasta las teorías sobre la naturaleza y la mente humana.